# Saatsee (Schiff)
Die Saatsee ist ein Mehrzweckschiff des Wasserstraßen- und Schifffahrtsamtes Nord-Ostsee-Kanal.

## Geschichte
Das Schiff wurde im Februar 2010 von der Fachstelle Maschinenwesen Nord für das damalige Wasser- und Schifffahrtsamt Kiel-Holtenau bestellt und unter der Baunummer 5020 auf der Fassmer-Werft in Berne/Motzen gebaut. Die Kiellegung des Schiffes fand am 22. September 2011 statt, der Stapellauf erfolgte am 15. August 2012. Das Schiff wurde am 26. September 2012 beim Bauhof des damaligen Wasser- und Schifffahrtsamtes in Rendsburg getauft und anschließend in Dienst gestellt. Taufpatin war eine Auszubildende des Wasser- und Schifffahrtsamtes.
Das Schiff ersetzt den Schlepper Nordmark sowie das bereits am 16. Februar 2007 außer Dienst gestellte Bereisungsschiff Friedrich Voss.

## Einsatz
Das Schiff wird auf dem Nord-Ostsee-Kanal bei baulichen Unterhaltungsarbeiten an den Anlagen des Kanals, wie z. B. beim Aus- und Einbau der Schleusentore, sowie für das Schieben bzw. Schleppen von schwimmendem Gerät des Wasserstraßen- und Schifffahrtsamts Nord-Ostsee-Kanal und im Werftbetrieb beim Bauhof des Wasserstraßen- und Schiffahrtsamtes in Rendsburg eingesetzt. Weitere Aufgaben des Schiffes betreffen den strom- und schifffahrtspolizeilichen Aufsichtsdienst sowie allgemeine Hilfeleistungen und die Gefahrenabwehr. So kann das Schiff als Schlepper eingesetzt werden. Der Pfahlzug beträgt 15 t.

## Technische Daten und Ausstattung
Das Schiff wird von zwei MAN-Dieselmotoren (Typ: D2842) mit jeweils 529 kW Leistung angetrieben. Die beiden Motoren wirken auf zwei Ruderpropeller. Im Bug des Schiffes befindet sich eine Querstrahlsteueranlage mit einer Leistung von 150 kW. Für die Stromerzeugung wurden zwei Dieselgeneratoren mit einer Leistung von 182 kW bzw. 95 kW verbaut. Weiterhin ist ein Notgenerator vorhanden.
Das einem Schlepper ähnliche Schiff verfügt über vier Decks sowie ein offenes Peildeck. Hier befindet sich ein Feuerlöschmonitor mit einer Förderleistung von 500 m³/Std. Das Schiff ist mit einer Fremdlenzanlage ausgerüstet. Für Vermessungsaufgaben verfügt das Schiff über eine Echolotanlage. Auf dem offenen Arbeitsdeck im Achterschiffsbereich befindet sich auf der Backbordseite ein Hydraulikkran. Die Hublast des Kranes beträgt 1,5 t bei 10,2 m Auslage. Die maximale Auslage des Kranes beträgt 12,3 m. Hinter den Decksaufbauten befindet sich der Schlepphaken. Das Schiff verfügt über die Eisklasse „E1“.
An Bord befinden sich zwei Doppel- und eine Einzelkammer für bis zu fünf Besatzungsmitglieder. Das Schiff ist für den Transport von 25 Personen zugelassen und kann in Ausnahmefällen auch als Ersatz für den Fährverkehr über den Nord-Ostsee-Kanal eingesetzt werden.